# Pinneberg (distrito)
Pinneberg é um distrito (kreis ou landkreis) da Alemanha localizado no estado de Eslésvico-Holsácia.

## Cidades e municípios
Populações em 31 de dezembro de 2006:
| Cidades: 1. Barmstedt * (9704) 2. Elmshorn * (48.279) 3. Pinneberg (41.972) 4. Quickborn (20.208) 5. Schenefeld (17.970) 6. Tornesch (12.970) 7. Uetersen * (17.865) 8. Wedel (32.048) | Municípios: 1. Halstenbek (16.336) 2. Heligolândia (1333) 3. Rellingen (13.717) |

Estas cidades e municípios são chamados Amtsfreie Städte ou Amtsfreie Gemeinden por não pertencerem a nenhum Amt (vide abaixo). As cidades indicadas por asterisco (*) são sedes de um Amt.
Ämter (singular: Amt; português: ofício, escritório, secretaria), e seus municípios membros:
| - 1. Elmshorn-Land [sede: Elmshorn] 1. Klein Nordende (2998) 2. Klein Offenseth-Sparrieshoop (2749) 3. Kölln-Reisiek (2637) 4. Raa-Besenbek (509) 5. Seester (972) 6. Seestermühe (938) 7. Seeth-Ekholt (846) - 2. Haseldorf [sede: Uetersen] 1. Haselau (1159) 2. Haseldorf (1712) 3. Hetlingen (1357) - 3. Hörnerkirchen [sede: Barmstedt] 1. Bokel (649) 2. Brande-Hörnerkirchen (1617) 3. Osterhorn (435) 4. Westerhorn (1315) | - 4. Moorrege [sede: Moorrege] 1. Appen (5833) 2. Groß Nordende (718) 3. Heidgraben (2284) 4. Heist (2774) 5. Holm (3119) 6. Moorrege (4049) 7. Neuendeich (514) - 5. Pinnau [sede: Bönningstedt] 1. Bönningstedt (4141) 2. Borstel-Hohenraden (2206) 3. Ellerbek (4274) 4. Hasloh (3364) 5. Kummerfeld (2124) 6. Prisdorf (2184) 7. Tangstedt (2132) | - 6. Rantzau [sede: Barmstedt] 1. Bevern (587) 2. Bilsen (722) 3. Bokholt-Hanredder (1281) 4. Bullenkuhlen (368) 5. Ellerhoop (1327) 6. Groß Offenseth-Aspern (437) 7. Heede (717) 8. Hemdingen (1622) 9. Langeln (514) 10. Lutzhorn (816) |